# 嬌聯
嬌聯（日语：ユニ・チャーム，東證1部：8113）是日本的生理用品、紙尿布（嬰兒用、大人用）等衛生用品的大型製造商。綠會的會員企業。海外销售额比率超过六成。

## 概要
1961年（昭和36年），高原慶一朗設立大成化工株式會社。1974年（昭和49年），設立株式會社，作為存續會社合併。

## 製品
包含嬰幼兒、生理、生活、介護、寵物用品，如紙尿布、衛生棉（蘇菲衛生巾）、濕紙巾等。

## 關連項目
- 三和銀行

## 外部連結
- （日語） Unicharm （页面存档备份，存于）